# Italien i olympiska vinterspelen 2006
Italien deltog i olympiska vinterspelen på hemmaplan 2006. 

## Medaljer

### Guld
- Hastighetsåkning på skirdskor
  - Herrar 1500 m: Enrico Fabris
  - Herrar lagtempo

- Längdskidåkning
  - Herrar 50 km: Giorgio Di Centa
  - Herrar 4x10 km stafett: Fulvio Valbusa, Giorgio Di Centa, Pietro Piller Cottrer och Cristian Zorzi

- Rodel
  - Herrar singel: Armin Zöggeler

### Brons
- Bob
  - Kvinnor två-manna: Gerda Weissensteiner, Jennifer Isacco

- Hastighetsåkning på skirdskor
  - Herrar 5000 m: Enrico Fabris

- Längdskidåkning
  - Herrar 30 km dubbeljakt: Pietro Piller Cottrer
  - Damer 4x5 km stafett: Arianna Follis, Gabriella Paruzzi, Antonella Confortola och Sabina Valbusa

- Rodel
  - Herrar dubbel: Gerhard Plankensteiner och Oswald Haselrieder

- Short track
  - Damer 3000 m stafett: Marta Capurso,

Mara Zini, Arianna Fontana och Katia Zini